# ون بلس 12
OnePlus 12 هو هاتف ذكي يعمل بنظام أندرويد من إنتاج شركة OnePlus. تم الإعلان عنه في 5 ديسمبر 2023 وأصبح متاحًا في 11 ديسمبر 2023.

### التصميم:
- الإطار: مصنوع من الألومنيوم.
- الشاشة: شاشة منحنية من الجانبين.
- الظهر: الجزء الخلفي من الهاتف مصنوع من زجاج محفور يشبه ورق الصنفرة، مما يضفي لمسة فريدة على التصميم.
- الحماية: يمتلك الهاتف تصنيف IP65، مما يعني أنه محمي من رذاذ الماء ومن بعض تيارات المياه، ولكنه غير مقاوم للغمر في الماء أو تيارات المياه القوية.

### الأداء:
- اختبار 3DMark: حقق OnePlus 12 أداءً مضاعفًا مقارنة بهاتف Pixel 8 Pro في اختبار Wildlife extreme، مما يبرز تحسنًا كبيرًا في الأداء.

### البرمجيات والدعم:
- نظام التشغيل: يأتي الهاتف مع Oxygen OS 14 (أندرويد 14) ويعد OnePlus بتوفير 4 سنوات من التحديثات لنظام أندرويد و5 سنوات من التحديثات الأمنية.
- Oxygen OS 15: بدءًا من 30 أكتوبر 2024، يمكن لبعض مالكي الهاتف الحصول على الإصدار التجريبي من Oxygen OS 15 (أندرويد 15)، الذي يتضمن العديد من الميزات الجديدة مثل واجهة مستخدم محدثة، حماية ضد السرقة، تسهيل مشاركة الملفات مع أجهزة iPhone، تحسين تعدد المهام، والقدرة على السحب والإفلات إلى التطبيقات الأخرى.
  - من المتوقع أن يجلب Oxygen OS 15 العديد من الميزات المعتمدة على الذكاء الاصطناعي، مثل:
    - AI Detail Boost لتحسين جودة الصور بعد الاقتصاص.
    - AI Unblur لإزالة التمويه.
    - AI Reflection Eraser لإزالة اللمعان والانعكاسات.
    - AI Notes لتقديم ملخصات، وتحويل الصوت إلى نصوص خالية من الحشو، وضبط النغمة بين الرسمية وغير الرسمية.

### الميزات الأخرى:
- تحكم بالأجهزة عن بعد: يحتوي الهاتف على جهاز IR للتحكم في الأجهزة الاستهلاكية مثل أجهزة التلفاز عن بُعد.

### الأجهزة:
- التخزين: يوفر الهاتف خيار 24 جيجابايت من الذاكرة العشوائية و1 تيرابايت من التخزين الداخلي، ولكن هذا الطراز قد لا يكون متاحًا في جميع المناطق.

### البطارية:
- التحسينات في عمر البطارية: يتمتع OnePlus 12 بعمر بطارية أفضل من الطراز السابق OnePlus 11، حيث يعمل OnePlus 12 بنسبة 27% أطول من البطارية في OnePlus 11.
  - وفقًا لاختبارات GSM Arena و Notebookcheck، يقدم OnePlus 12 أداءً أفضل في اختبارات التشغيل المستمر مقارنة بـ OnePlus 11.
- الشحن السريع: يتم شحن OnePlus 12 بسرعة باستخدام شاحن 100 واط، حيث يمكن شحن البطارية بالكامل في 24 دقيقة. بالمقابل، يستخدم Samsung S24 Ultra شاحن 45 واط ويحتاج 65 دقيقة لشحن البطارية بالكامل.

### التقييم العام:
تم تحسين OnePlus 12 في العديد من الجوانب مقارنة بسابقه، سواء في الأداء أو البطارية أو الشحن، ليواكب الهواتف الرائدة الأخرى مثل Samsung S24 Ultra.